# Laurence Mitchell

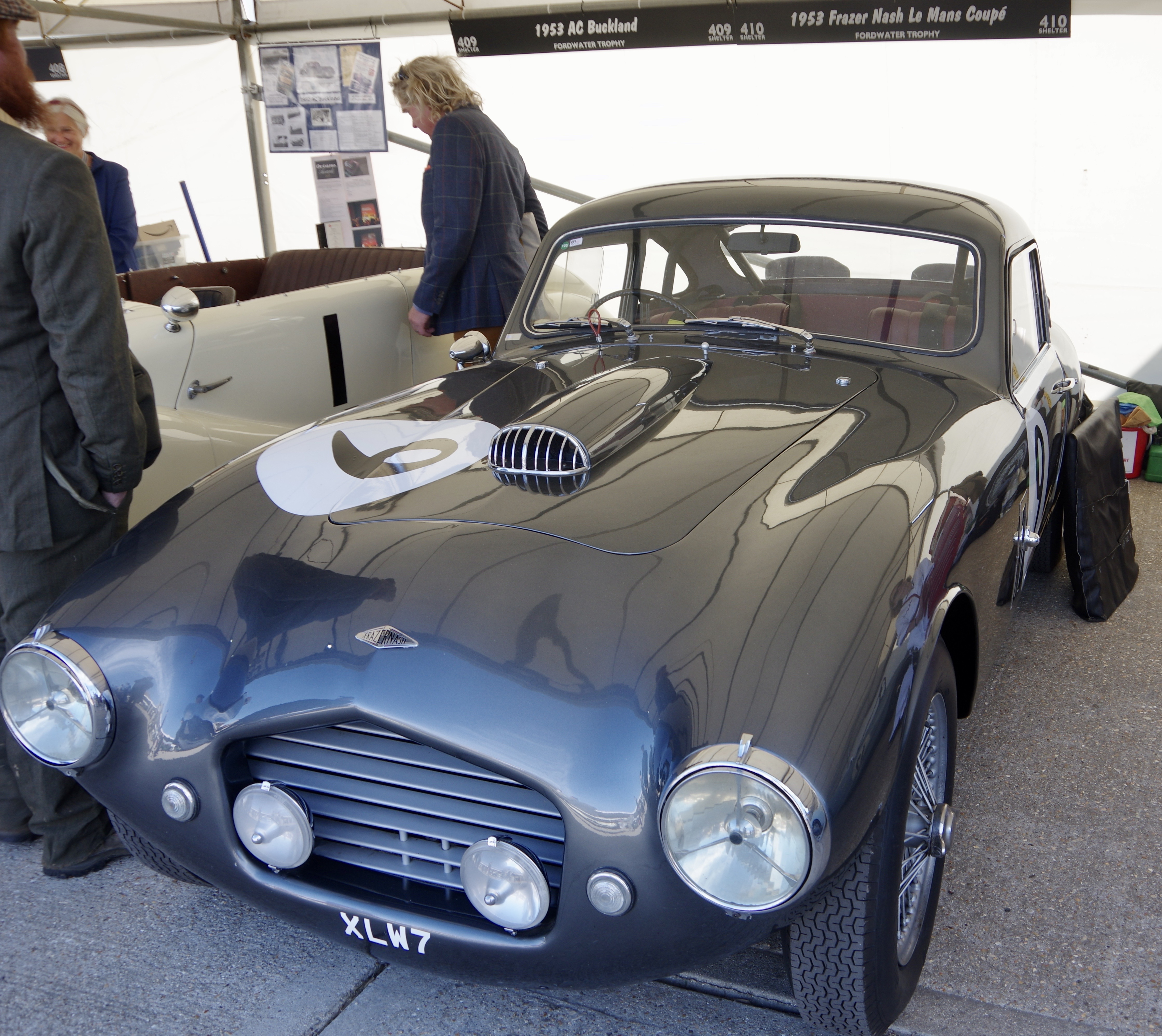
Auf einem Frazer Nash Le Mans Coupe startete Laurence Mitchell beim 24-Stunden-Rennen von Le Mans 1953

Henry Arthur Vernon Laurence Mitchell, auch Lawrence Mitchell, (* 19. Juli 1921 in Cheltenham; † 9. Januar 2009 in Winchester) war ein britischer Autorennfahrer.

## Karriere als Rennfahrer
Laurence Mitchell bestritt Anfang der 1950er-Jahre Monoposto- und Sportwagenrennen. Die drei Einsätze im Formel-2-Wagen resultierten allesamt aus dem Jahr 1952 bei Formel-1-Rennen ohne Weltmeisterschaftsstatus. Beim Joe Fry Memorial Cup (benannt nach dem 1950 tödlich verunglückten Joe Fry) fuhr er einen Frazer Nash an die sechste Stelle der Schlusswertung (Sieger Roy Salvadori im Ferrari 500 vor Ken Wharton im Frazer Nash und Ninian Sanderson, der einen Cooper T20 steuerte). Ein weiterer sechster Rang gelang ihm beim Lavant Cup. 
Im Sportwagensport startete Mitchell vor allem bei nationalen Rennen im Vereinigten Königreich. Alle Rennen der 1950er-Jahre bestritt er auf Rennwagen von Frazer Nash und gewann 1952 und 1953 Handicap-Rennen in Goodwood.
Seinen einzigen Start auf dem europäischen Festland hatte er 1953 beim 24-Stunden-Rennen von Le Mans. Mit seinem Rennpartner Ken Wharton erreichte er den 13. Rang in der Gesamtwertung und einen Klassensieg.

## Statistik

### Le-Mans-Ergebnisse
| Jahr | Team                         | Fahrzeug                          | Teamkollege | Platzierung             | Ausfallgrund |
| ---- | ---------------------------- | --------------------------------- | ----------- | ----------------------- | ------------ |
| 1953 | Automobiles Frazer Nash Ltd. | Frazer Nash Le Mans Touring Coupé | Ken Wharton | Rang 13 und Klassensieg |              |

### Einzelergebnisse in der Sportwagen-Weltmeisterschaft
| Saison | Team        | Rennwagen                                  | 1   | 2   | 3   | 4   | 5   | 6   | 7   |
| ------ | ----------- | ------------------------------------------ | --- | --- | --- | --- | --- | --- | --- |
| 1953   | Frazer Nash | Frazer Nash Le Mans Frazer Nash High Speed | SEB | MIM | LEM | SPA | NÜR | RTT | CAP |
| 1953   | Frazer Nash | Frazer Nash Le Mans Frazer Nash High Speed |     |     | 13  |     |     | DNF |     |